# Nobleboro
Nobleboro è una città statunitense sita nello stato del Maine, contea di Lincoln.